# Michel Callot
Pour les articles homonymes, voir Callot.
Michel Callot, né le 18 février 1967 à Bourg-en-Bresse (Ain), est un administrateur d'établissements d'enseignement et un dirigeant fédéral de cyclisme français. Il est président de la Fédération française de cyclisme depuis 2017.

## Biographie

### Formation
Après un baccalauréat scientifique (1985), Michel Callot obtient un diplôme universitaire de technologie en gestion des entreprises et des administrations, option finances-comptabilité, à l'université Lyon 1 en 1991. Il est diplômé de l'Institut d'administration des entreprises (IAE, ex-ESA), à Grenoble, en comptabilité en 1993.

### Profession
De 1993 à 1995, Michel Callot effectue des missions en cabinet comptable. En 1995, il entre à l'Ipac d'Annemasse, établissement d'enseignement supérieur privé reconnu par l'État, en tant que chef du projet de développement du titre RNCP en ressources humaines, responsable de formation et formateur et responsable administratif.
Il dirige le groupe IPAC de 2005 à 2010. De 2011 à 2017, il est directeur général du groupe. Depuis 2013, il est directeur de l'enseigne nationale IPAC Bachelor Factory, au sein du groupe Eduservices qui fédère 12 enseignes d’écoles. Depuis avril 2017, il est également chargé de la coordination pédagogique au sein du groupe Eduservices.

### Cyclisme
Michel Callot découvre la passion du vélo sur la route. Pendant une dizaine d’années, il est un coureur de première catégorie amateur. Il est notamment troisième du championnat du Dauphiné-Savoie en 1994, course remportée par Patrice Halgand.
De 2005 à 2017, il est aussi le président du comité Rhône-Alpes de la FFC, dont il a été l’un des créateurs, grâce à la fusion des comités du Lyonnais et du Dauphiné-Savoie.
En 2009, il se présente à la tête de la Fédération française de cyclisme,,, et recueille 265 voix contre 347 à David Lappartient.
Entre 2015 et 2017, il est le président du Conseil fédéral de la FFC, élu dès le premier tour de scrutin, à l'unanimité des 25 votants.
En octobre 2016, il se porte candidat à la présidence de la Fédération française de cyclisme autour du projet « Roulons tous ensemble ». Seul candidat, il est élu le 11 mars 2017 avec 97,51 % des voix. Il est réélu, pour un deuxième mandat, lors de l'assemblée générale tenue, le 27 février 2021, à Saint-Quentin-en-Yvelines, par 852 voix (93,42 %), face à son concurrent Cyrille Guimard (60 voix ; 6,58 %).